# La Périgord Ladies
La La Périgord Ladies és una cursa ciclista professional d'un dia i que es disputa anualment a la comarca de Perigord, a França.
Es disputa des del 2019 i està integrada dins la categoria 1.2. de curses del calendari internacional de l'UCI.
A la primera edició la vencedora fou Coralie Demay.

## Palmarès
| Any  | Vencedora             | Segona                | Tercera          |
| ---- | --------------------- | --------------------- | ---------------- |
| 2019 | Coralie Demay         | Kathrin Hammes        | Évita Muzic      |
| 2020 | Sheyla Gutiérrez Ruiz | Sandra Levenez        | Tanja Erath      |
| 2021 | Marta Bastianelli     | Erica Magnaldi        | Nadia Quagliotto |
| 2022 | Grace Brown           | Simone Boilard        | Rachel Neylan    |
| 2023 | Amber Kraak           | Jade Wiel             | Clara Emond      |
| 2024 | Josie Talbot          | Margot Vanpachtenbeke | Nina Buysman     |
| 2025 |                       |                       |                  |